# Dolni Dabnik (huyện)
Dolni Dabnik là một huyện thuộc tỉnh Pleven, Bungaria. Dân số thời điểm năm 2001 là 15701 người.